# Виноградовский мост
Виногра́довский мост или Ва́нтовый мост — вело-пешеходный мост через протоку  Енисея. Соединяет район Старого базара (Стрелки) (исторической части города Красноярска, места впадения реки Качи в Енисей) и остров Татышев. Движение автомобильного транспорта по мосту запрещено.

## Конструкция
По конструкции сооружение является классическим (веерным) вариантом двухпилонного вантового моста смешанного типа: опоры и пролёты — железобетонные, подвесные и несущие элементы — стальные. Пролеты моста подвешены на витых тросах (вантах), перекинутых через торцы пилонов. Ширина моста составляет около 10 метров, длина — 600,5 метров, длина основного пролета — 155 метров.

## Наименование
Первоначально мосту было присвоено имя основателя города Андрея Дубенского, но в 1999 году, в память о руководителе Мостоотряда № 7, Герое Социалистического Труда Сергее Николаевиче Виноградове, постановлением Администрации города Красноярска № 336 мост был назван Виноградовским. В начале моста со стороны площади Мира была установлена мемориальная доска. Кроме официального наименования, среди горожан также широко распространено и наименование по типу его конструкции — Вантовый.

## Строительство
Строительство моста началось в 1979 году. Работы по возведению объекта вел мостоотряд № 7, строивший в это время Октябрьский мост, Коркинский, мост через реку Бугач и многие другие мосты как в Красноярском крае, так и за его пределами.
Сдача моста в эксплуатацию и его открытие состоялись в 1986 году (в некоторых источниках ошибочно указан 1981 год). Стоимость строительства составила 2675,29 тыс. рублей. В 2018 был проведён косметический ремонт моста.

## Архитектурный ансамбль Стрелки
Мост является частью архитектурного ансамбля Стрелки, включающего в себя здание Красноярской краевой филармонии с большим и малым концертными залами, здание бывшего Красноярского филиала Центрального музея В.И. Ленина (в настоящее время — Музейный центр «Площадь Мира»), высотное (на 1986 год самое высокое за Уралом) 100-метровое здание института КАТЭКНИИуголь (отделочные работы не были завершены, в настоящее время здание перестраивается) и оригинальную по архитектурному решению гостиницу (в настоящее время — деловой центр «Метрополь»).

## Галерея
| - Мост и район Стрелки в вечернее время (вид с острова Татышев) - Виноградовский мост в зимнее время - Виноградовский мост весной - Вид на мост со смотровой площадки возле памятника Андрею Дубенскому - Виноградовский мост во время наводнения 2006 года |